# Соколовый, Вячеслав Петрович
Вячеслав Петрович Соколовый (укр. Вячеслав Петрович Соколовий; род. 9 мая 1975, с. Плебановка, Шаргородский район, Винницкая область) — украинский политик, прокурор и предприниматель, председатель Винницкого областного совета VIII созыва с 20 ноября 2020 года.

## Биография
В 1997 году окончил Харьковскую Национальную юридическую академию Украины имени Ярослава Мудрого по специальности «Правоведение».
Профессиональную деятельность начал с июля 1997 года в органах прокуратуры.
С июля 1997 по март 1998 года — стажёр в должности следователя прокуратуры Немировского района Винницкой области.
С марта 1998 по август 2000 года — следователь прокуратуры Немировского района Винницкой области.
С августа 2000 по апрель 2004 года — старший помощник прокурора Шаргородского района Винницкой области.
С апреля 2003 по июнь 2004 года — заместитель прокурора Шаргородского района Винницкой области.
С июня 2004 по сентябрь 2005 года — прокурор Томашпольского района Винницкой области.
С сентября 2005 по август 2010 года — прокурор Шаргородского района Винницкой области.
С августа 2010 по декабрь 2011 года — прокурор Ленинского района Винницкой области.
С декабря 2011 по март 2014 года — первый заместитель прокурора г. Винницы.
С марта 2014 года — первый заместитель прокурора Винницкой области.
С апреля 2014 по сентябрь 2019 года — прокурор Винницкой области.
На время местных выборов 2020 года — заместитель председателя фермерского хозяйства «Плебановский сад» в родном селе.
На выборах в Винницкий областной совет баллотировался в округе № 2 от «Украинской стратегии Гройсмана», где набрал 2921 голос избирателей.
20 ноября 2020 года на первом заседании Винницкого областного совета VIII созыва 68 голосами депутатов избран председателем совета.